# 麻績神明宮
麻績神明宮（おみしんめいぐう）は、長野県東筑摩郡麻績村の神社。

## 歴史
平安時代末期に創建された。当地は伊勢神宮の御厨「麻績御厨」が置かれており、この御厨を守護するため、伊勢神宮から分霊を勧請し神社を創建した。
室町時代の御厨廃絶後は、一時衰微したが、江戸時代は麻績郷10か村の総社として崇敬されてきた。
当社の各社殿は国の重要文化財に指定されている。

## 境内

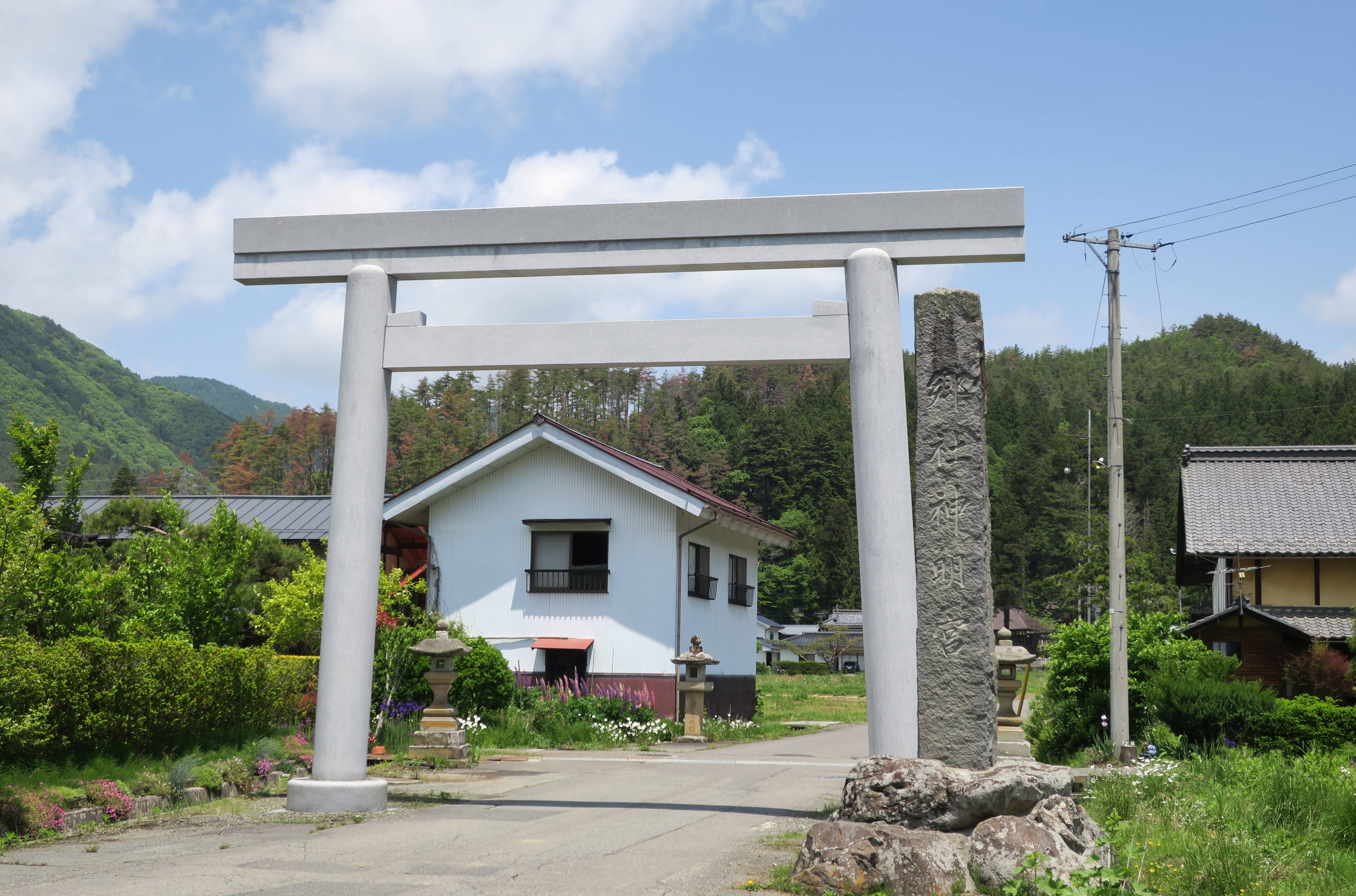
一の鳥居
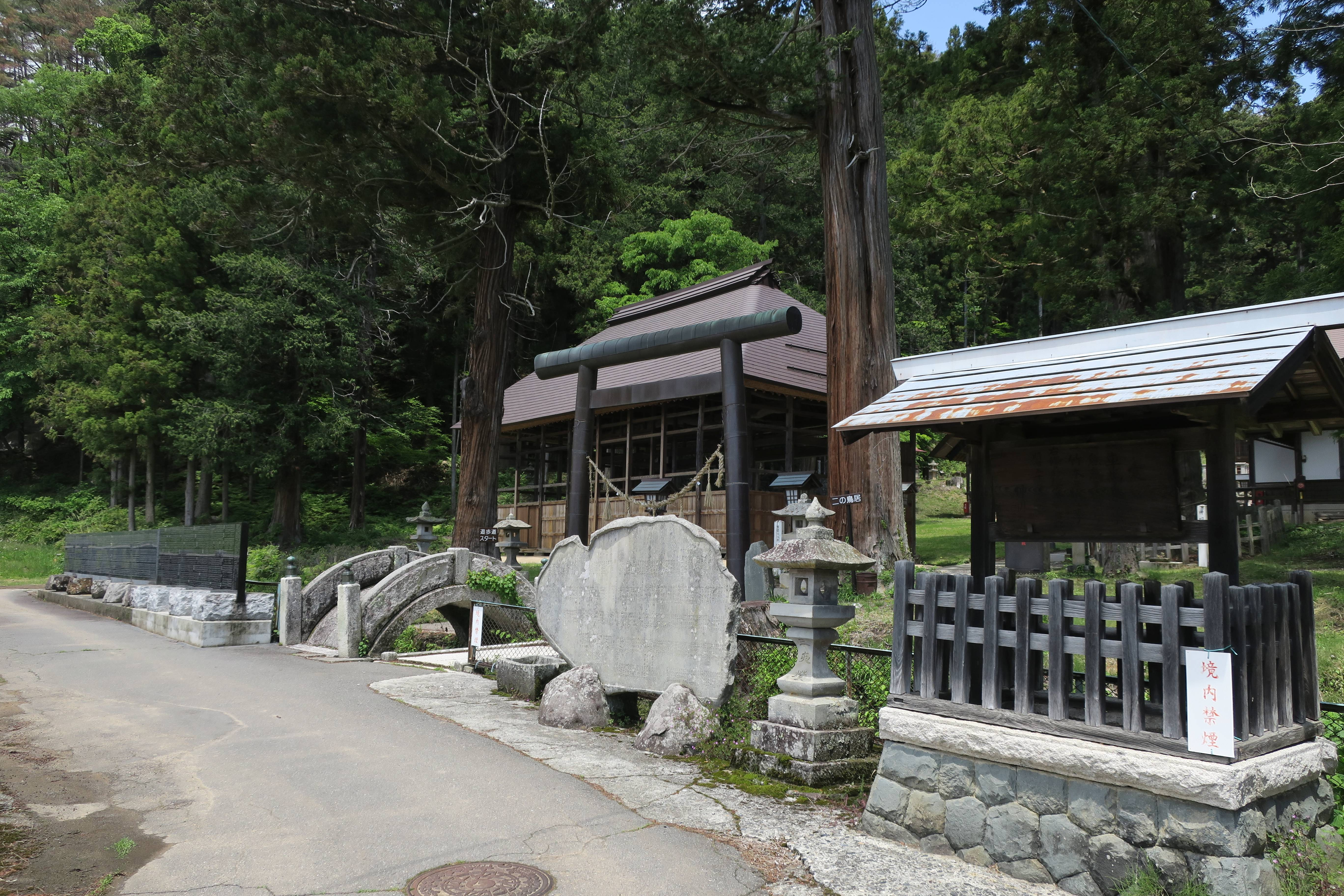
二の鳥居
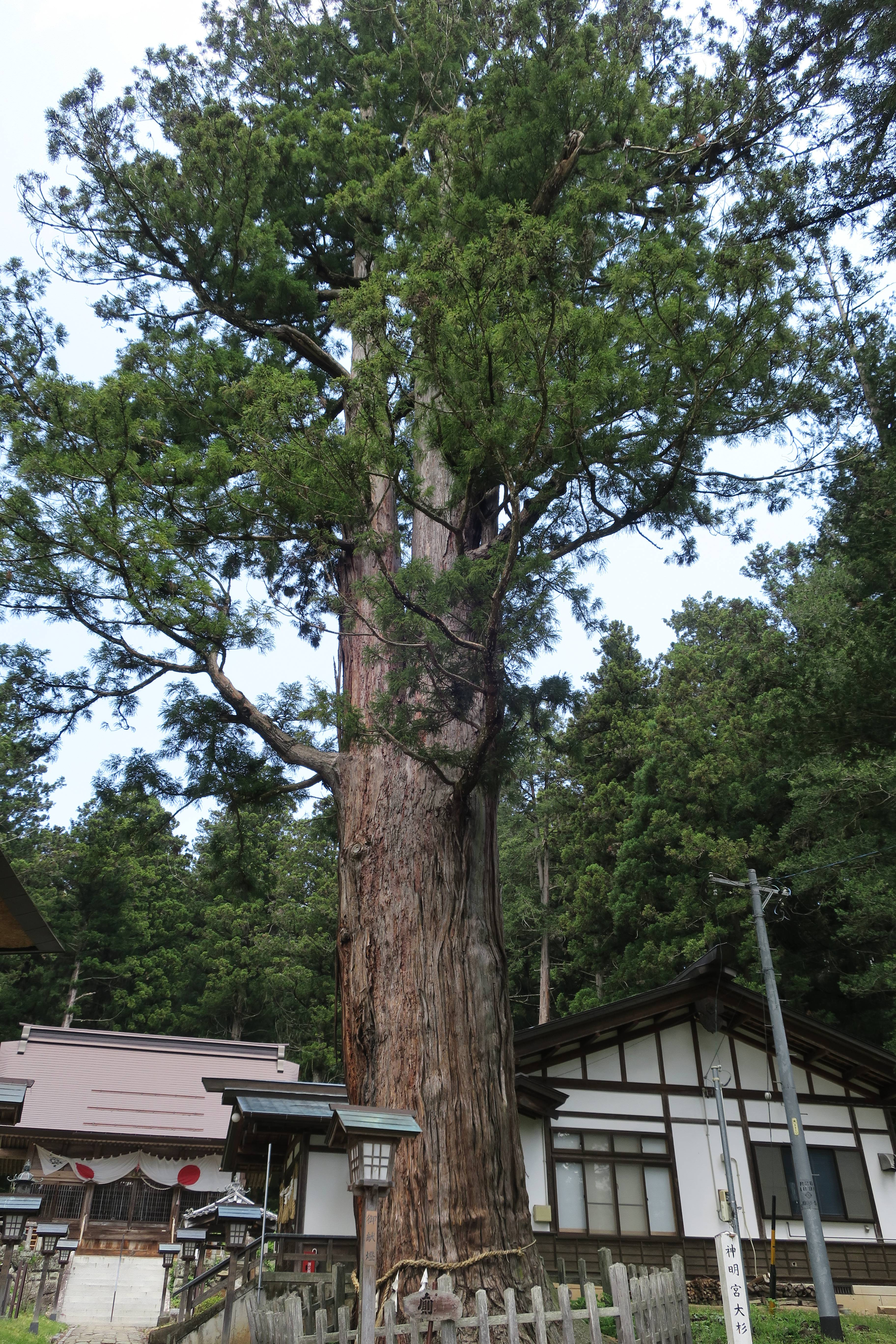
神明宮の大杉
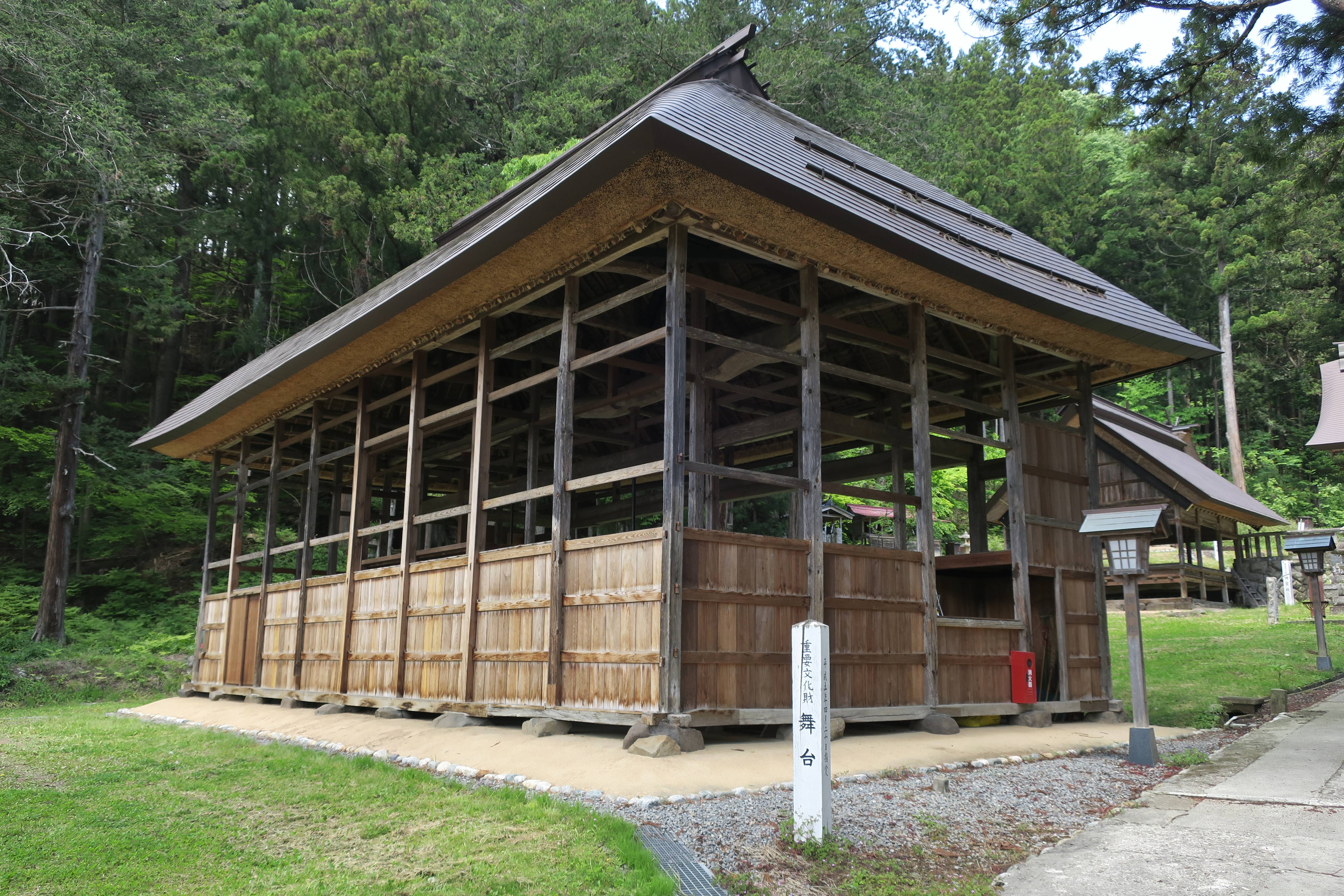
舞台
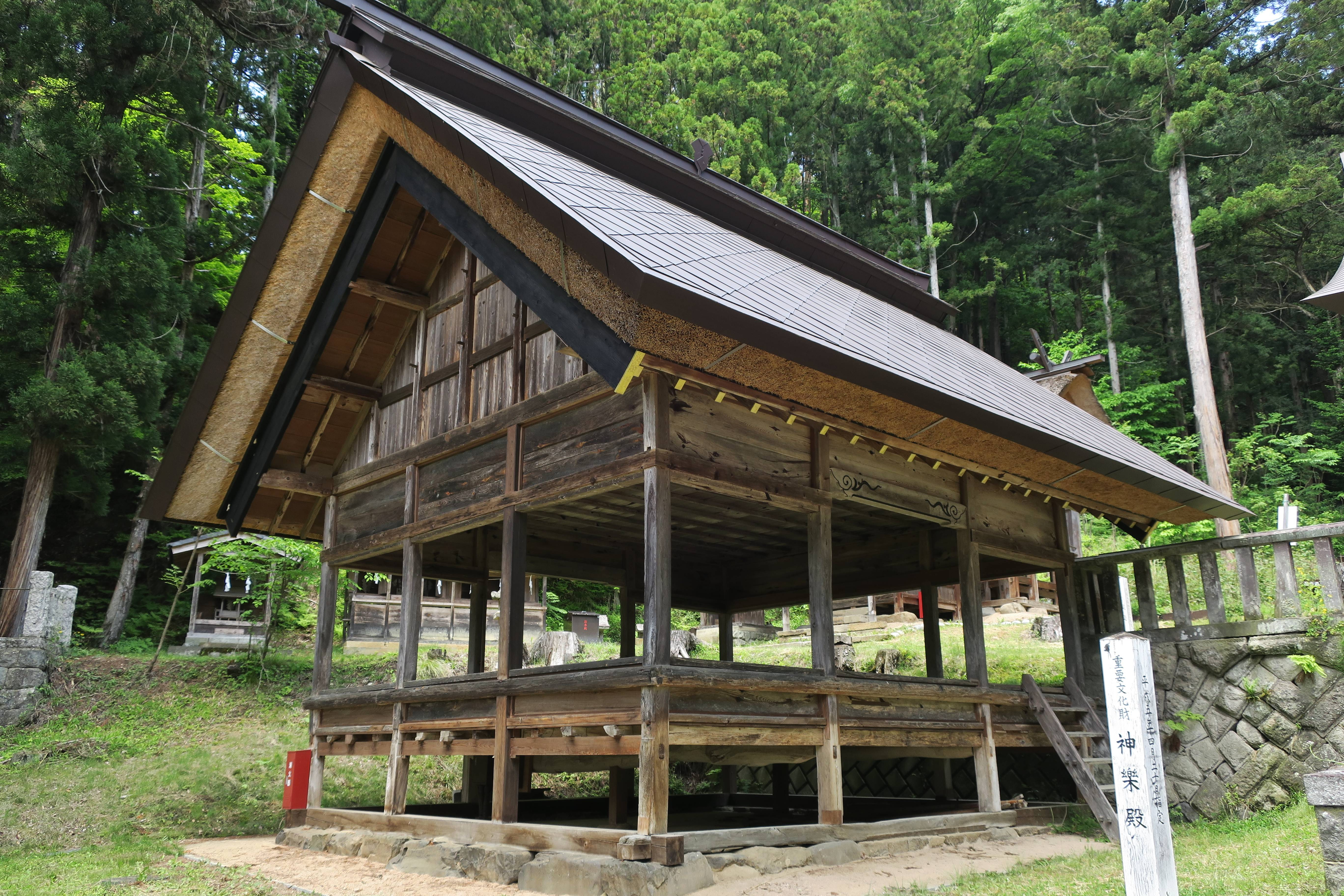
神楽殿
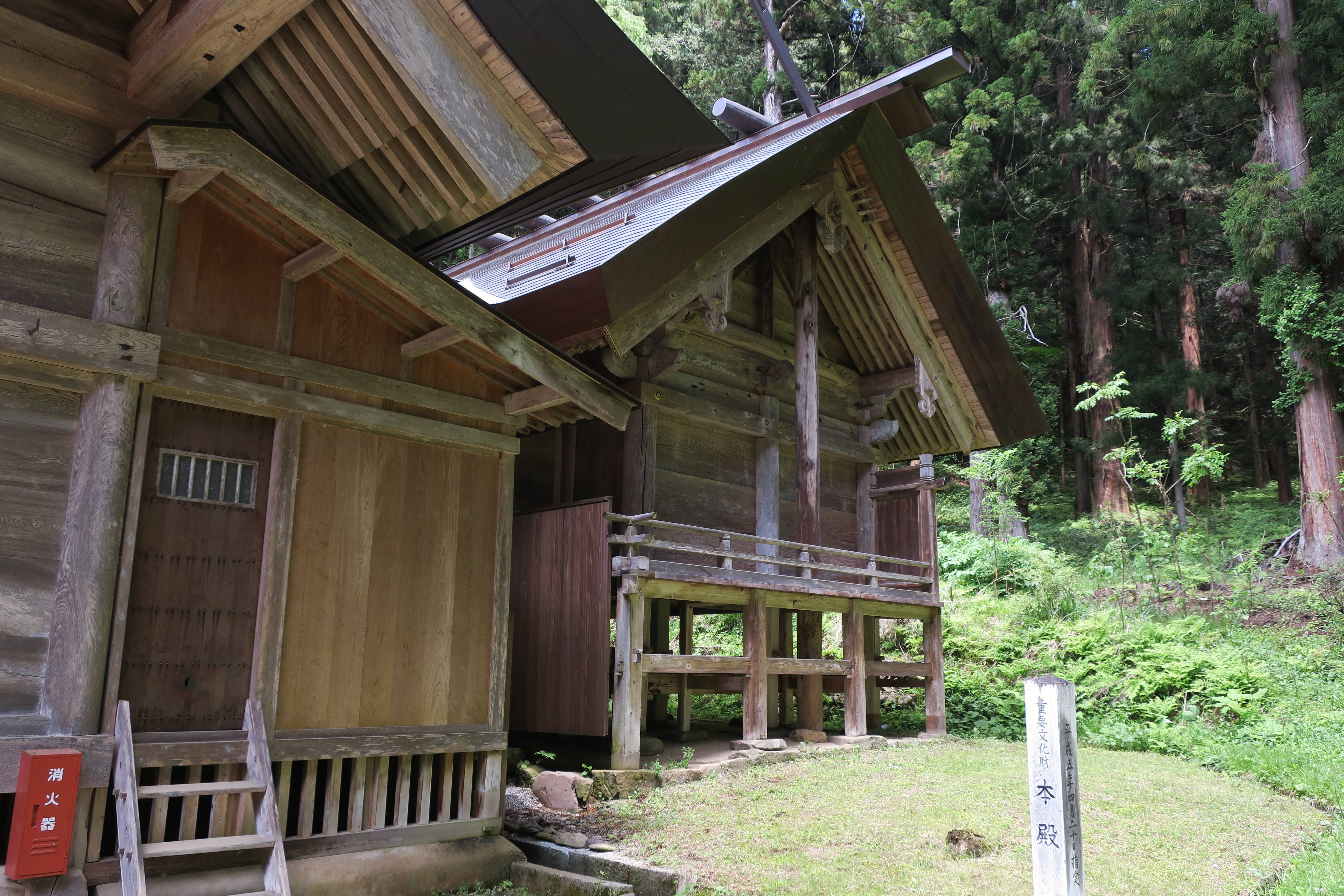
本殿
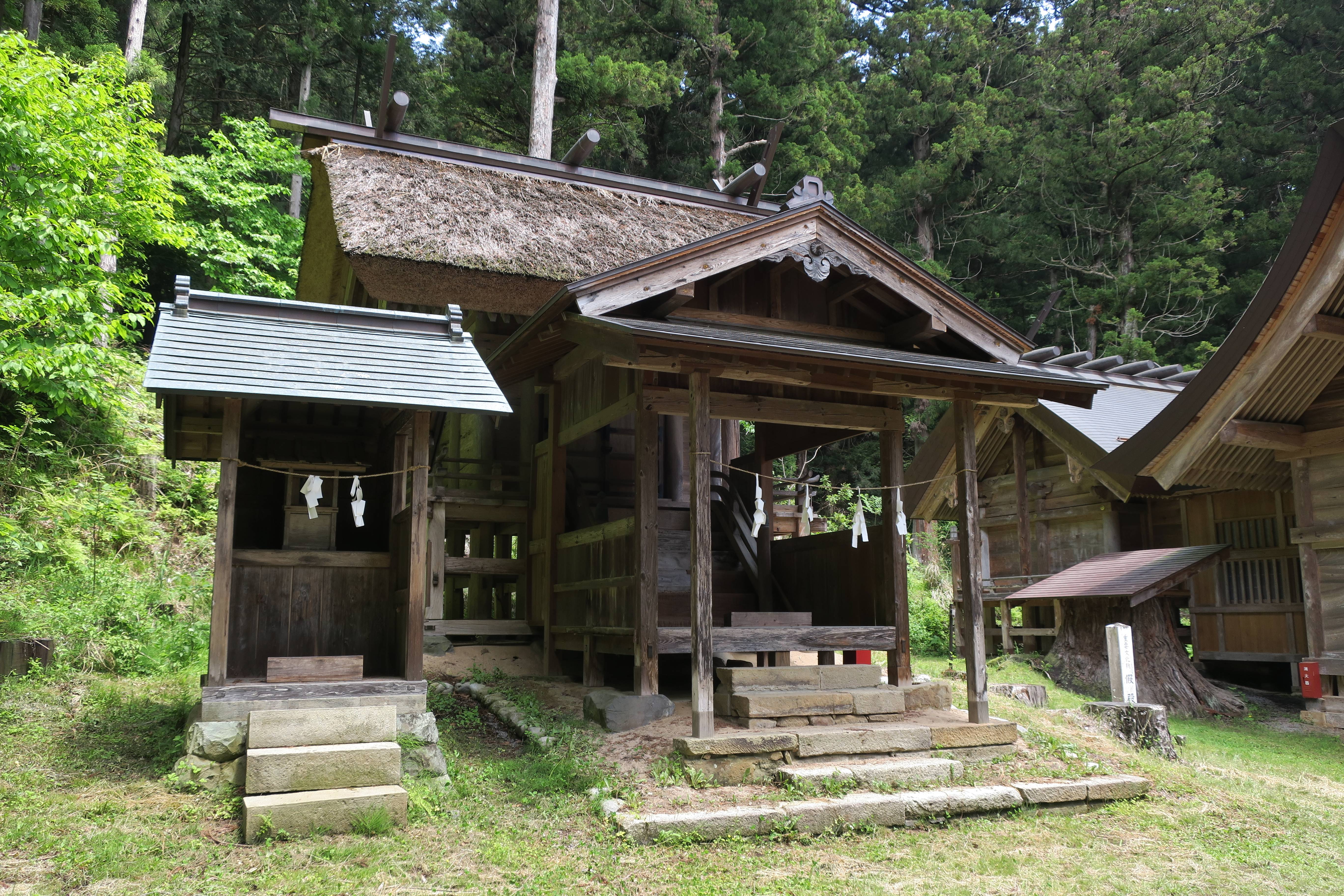
仮殿
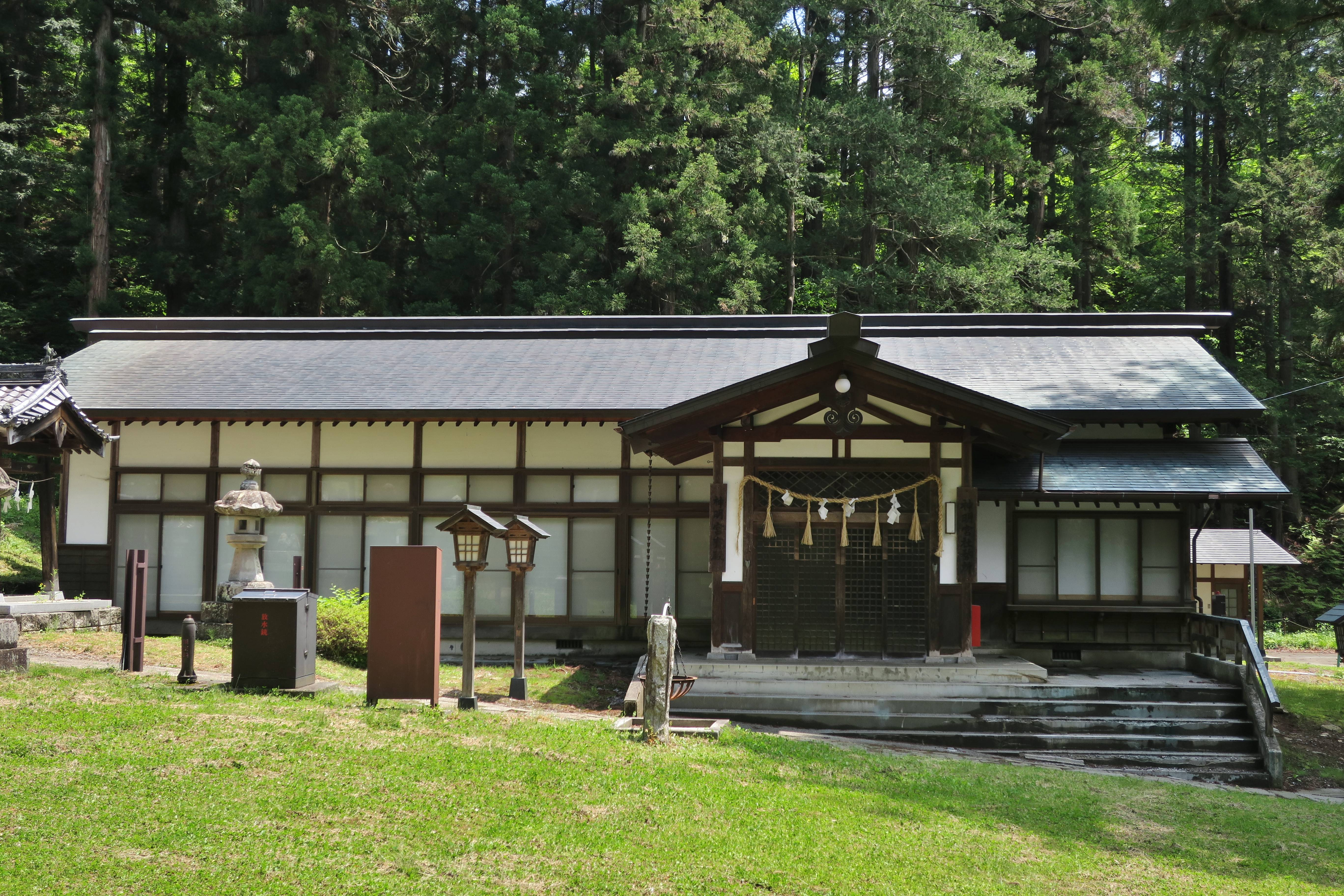
斎殿・社務所

## 文化財
- 神明社（重要文化財 平成5年4月20日指定）[3][4][5][6][7]
- 青柳頼長寄進状（麻績村指定文化財 平成4年1月10日指定）[8]
- 御輿（麻績村指定文化財 平成4年1月10日指定）[8]
- 大日如来懸仏（麻績村指定文化財 平成5年7月23日指定）[8]
- 薬師如来懸仏（麻績村指定文化財 平成5年7月23日指定）[8]
- 鰐口（麻績村指定文化財 平成5年7月23日指定）[8]
- 鉄製釣鐘籠（麻績村指定文化財 平成5年7月23日指定）[8]
- 神明宮の大杉（麻績村指定天然記念物 昭和60年2月28日指定）[8]

## 交通アクセス
- 聖高原駅より徒歩18分。